# Moenkhausia hysterosticta
Moenkhausia hysterosticta är en sötvattenfisk som beskrevs 2007 av Lucinda, Malabarba och Ricardo C. Benine. Arten ingår i släktet Moenkhausia och familjen Characidae. Den förekommer i norra Sydamerika och har återfunnits i Colombia, Peru, Venezuela och Brasilien. Inga underarter finns listade i Catalogue of Life.